# Cypripedium malipoense
Cypripedium malipoense — вид многолетних травянистых растений секции Trigonopedia рода Башмачок (Cypripedium), семейства орхидных (Orchidaceae). Эндемик Китая.
Относится к числу охраняемых видов (II приложение CITES).
Китайское название: 麻栗坡杓兰 ma li po shao lan.

## Ботаническое описание
Растения 6—9 см высотой, с крепким корневищем. Стебель короткий, покрытый двумя листовыми влагалищами.
Листьев два. Листовая пластинка желтоватая, с тёмно-бордовыми пятнами, широко яйцевидные до почти округлых, 12—14 × 12—14 см, на конце острые.
Соцветие верхушечное, 1-цветковое. Цветок 4—5 см в диаметре; спинные чашелистики и парус тёмно-бордовые; лепестки и губа желтоватые, с тёмно-бордовыми пятнами; стаминодий грязно-красного цвета, с жёлтой продольной полосой по центру и узким жёлтым краем. Спинные чашелистики широко яйцевидные, 3—3,5 × 2,5—2,8 см, обе поверхности голые, реснитчатые; парус эллиптически-яйцевидный, немного короче и гораздо более узкий, чем спинной чашелистник. Лепестки изогнуты вперед, окутывая губы, примерно 4 × 1,5 см, губа сплющенная, примерно 2,5 × 2,5 см, более-менее бородавчатый на передней поверхности. Стаминодий 12—13 мм. 
Цветение в июне.

## Распространение
Китай (Юньнань (Malipo)). Сырые места в лесах и кустарниковых зарослях на высотах 2200 — 2300 метров над уровнем моря.

## Классификация

### Таксономия
Вид Cypripedium malipoense входит в род Башмачок (Cypripedium) семейства Орхидные (Orchidaceae) порядка Спаржецветные (Asparagales).
|  |                                      |  |                                                             |                                                             |                    |  | ещё 24 семейства (согласно Системе APG II) | ещё 24 семейства (согласно Системе APG II) |                            |  |  |  | ещё около 45 видов |
|  |                                      |  |                                                             |                                                             |                    |  | ещё 24 семейства (согласно Системе APG II) | ещё 24 семейства (согласно Системе APG II) |                            |  |  |  | ещё около 45 видов |
|  |                                      |  |                                                             | порядок Спаржецветные                                       |                    |  |                                            |                                            | род Башмачок               |  |  |  |                    |
|  |                                      |  |                                                             | порядок Спаржецветные                                       |                    |  |                                            |                                            | род Башмачок               |  |  |  |                    |
|  | отдел Цветковые, или Покрытосеменные |  |                                                             |                                                             | семейство Орхидные |  |                                            |                                            | вид Cypripedium malipoense |  |  |  |                    |
|  | отдел Цветковые, или Покрытосеменные |  |                                                             |                                                             | семейство Орхидные |  |                                            |                                            |                            |  |  |  |                    |
|  |                                      |  | ещё 44 порядка цветковых растений (согласно Системе APG II) | ещё 44 порядка цветковых растений (согласно Системе APG II) |                    |  |                                            | ещё около 880 родов                        | ещё около 880 родов        |  |  |  |                    |
|  |                                      |  |                                                             | ещё 44 порядка цветковых растений (согласно Системе APG II) |                    |  |                                            |                                            | ещё около 880 родов        |  |  |  |                    |